# Julie Christie
Julie Frances Christie (Chabua, Indija, 14. travnja 1941.) - britanska glumica
Dobila je brojne glumačke nagrade, uključujući i Oscara za najbolju glavnu glumicu za film "Draga". U 1960-ih uživala je status pop ikone "swinging Londona". Popularnost u domovini stekla je ulogom u BBC-voj seriji "A za Andromedu" 1961. godine, a 1965. godine postala je svjetskom zvijezdom zahvaljujući ulozi Lare Antipove u filmu "Doktor Živago". Od sredine 1970-ih počela je rjeđe nastupati u filmovima, ali je svaki put izazivala veliku pažnju. Osim po povučenom privatnom životu, Christie je poznata i po društvenom aktivizmu boreći se za prava životinja, protiv nuklearnog naoružanja i sl.

## Filmografija
- Billy Liar (1963.)
- Draga (1965.)
- Doktor Živago (1965.)
- Fahrenheit 451 (1966.)
- Far from the Madding Crowd (1967.)
- Tonite Let's All Make Love in London (1967.)
- Petulia (1968.)
- McCabe & Mrs. Miller (1971.)
- The Go-Between (1971.)
- Ne okreći se (1973.)
- Shampoo (1975.)
- Nashville (1975.)
- Demon Seed (1977.)
- Heaven Can Wait (1978).
- Memoirs of a Survivor (1981.)
- The Return of the Soldier (1982.)
- Heat and Dust (1983.)
- The Railway Station Man (1992.)
- Hamlet (1996.)
- Afterglow (1997.)
- Belphégor - Le fantôme du Louvre (2001.)
- No Such Thing (2001.)
- Harry Potter i zatočenik Azkabana (2004.)
- San za životom J.M. Barrieja (2004.)
- Troja (2004.)
- Away From Her (2006.)